# Prattville (Alabama)
Prattville es una ciudad ubicada en los condados de Autauga y Elmore en el estado estadounidense de Alabama. En el año 2000 tenía una población de 24 303 habitantes y una densidad poblacional de 502 personas por km².

## Geografía
Prattville se encuentra ubicada en las coordenadas 32°27′32″N 86°27′4″O / 32.45889, -86.45111. Según la Oficina del Censo, la localidad tiene un área total de 61,9 km² (23,9 mi²), de la cual 60 km² (23,2 mi²) es tierra y 1,9 km² (0,7 mi²) (1.80%) es agua.

## Demografía
Según la Oficina del Censo en 2000 los ingresos medios por hogar en la localidad eran de $45,728, y los ingresos medios por familia eran $51,774. Los hombres tenían unos ingresos medios de $36,677 frente a los $22,978 para las mujeres. La renta per cápita para la localidad era de $19,832. Alrededor del 9,3% de la población estaban por debajo del umbral de pobreza.